# 五行大義
『五行大義』（ごぎょうたいぎ）は、隋の蕭吉（しょう きつ）によって撰述された、五行に関する古今の説の集大成。全5巻より構成される。
中国では早く滅び、日本にのみ残った佚存書である。

## 概要
著者の蕭吉は南朝梁の武帝の兄である蕭懿の孫にあたるが、西魏が江陵を陥落させて以来北朝に帰した。隋の文帝に取り入って寵愛を受け、煬帝にも信頼された。大業10年か11年ごろ（614年-615年）没した。
『隋書』芸術伝に載せる蕭吉の著書のうちに『五行大義』は見えない。中村璋八は伝に「古今の陰陽書を考定す」とあることから、この陰陽書が『五行大義』であったと推測できるという。
『五行大義』の書名は『旧唐書』経籍志、『新唐書』芸文志、『宋史』芸文志に見えるが、その後の目録に見えず、中国では滅んだと考えられる。いっぽう日本では『続日本紀』天平宝字元年（757年）の勅で陰陽生の必読の教科書の中に『五行大義』が見えており、早くから重視されていたことがわかる。江戸時代には刊本も現れ、庶民の間にも広く読まれるようになった。
中村璋八は、「中国では五行書が余りにも多かった為に、その存在が忘れられて散逸してしまったのに対し、日本では、この書は陰陽五行説を最も要領よく記していた為に、陰陽家等に重用され」たと推測している。

## 構成
『五行大義』は5巻からなり、全体を24段に分ける。ひとつの段がさらに複数の段に細分されている場合があり、それらをすべて合わせると40段になる。
- 巻第一：釈名、論支干名、論数
- 巻第二：論相生、論配支干、論五行相雑、論徳、論合、論扶抑、論相剋、論刑、論害、論沖破
- 巻第三：論雑配
- 巻第四：論律呂、論七政、論八卦八風、論情性、論治政
- 巻第五：論諸神、論五帝、論諸官、論諸人、論禽蟲

## テクスト
元弘3年（1333年）と天文年間の写本が完本として残る。
元禄12年（1699年）にはじめて刊行され、その後に林述斎『佚存叢書』（1799年）にも収録された。中国へは『佚存叢書』本が逆輸入され、『知不足斎叢書』にも収録された。

## 評価
阮元は、『五行大義』の中に緯書などの逸書を多数引用していることに注目している。
ジョゼフ・ニーダムは、『五行大義』を五行についての最も重要な中世の書物とし、どの書物よりも科学的事項を多く扱い、推命などの疑似科学を扱うことが少ないとして、高く評価している。

## 参考書籍
- 中村璋八『五行大義』明徳出版社〈中国古典新書〉、1973年。
- 中村璋八『五行大義全釈』 上巻、明治書院、1986年。ISBN 4625440122。（上巻は古藤友子、下巻は清水浩子と共著）
- 中村璋八『五行大義』明治書院〈新編漢文選〉、1998年。（同上）
- ジョゼフ・ニーダム 著、島尾永康 訳「第13章 中国科学の基本的思想」『中国の科学と文明』 第2巻・思想史上、思索社、1974年。